# リベレツ州
リベレツ州（Liberec Region (チェコ語: Liberecký kraj)）は、チェコの州。歴史的地域のボヘミア最北部に位置している。フラデツ・クラーロヴェー州、中央ボヘミア州、ウースチー州と接しており、ドイツ、ポーランドとも接している。
州都であるリベレツ市から名づけられており、大まかに分けるとチェスカー・リーパ郡、ヤブロネツ・ナド・ニソウ郡、リベレツ郡、セミリ郡の四つの郡から成る。

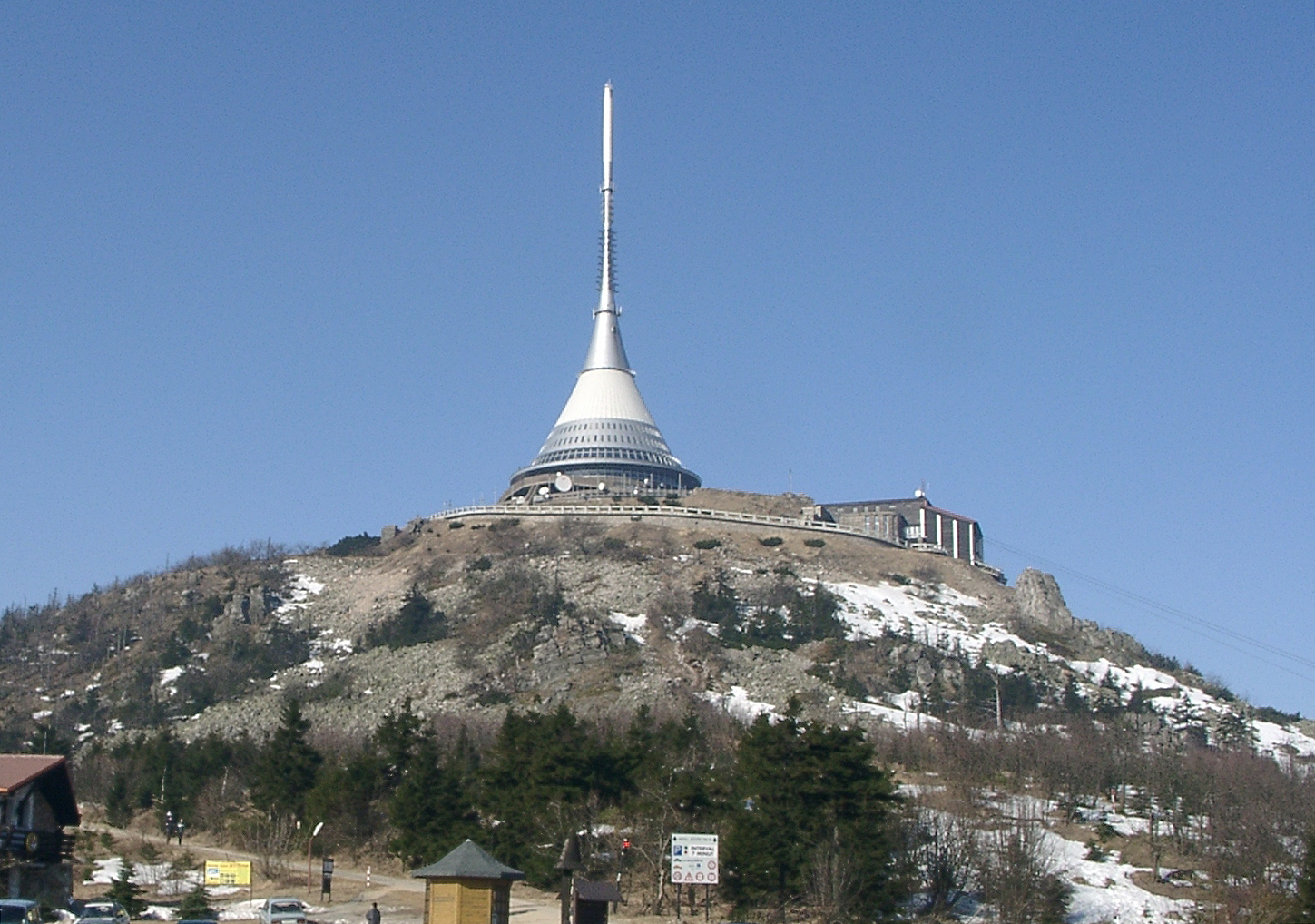
イェシュテド山山頂付近の展望塔、リベレツ市から望む